# 三輪村 (愛知県中島郡)
三輪村（みわむら）は、愛知県中島郡にかつてあった村。
現在の一宮市の中心部（尾張一宮駅・名鉄一宮駅の西、南西付近）に該当する。
村名は式内社大神神社（おおみわじんじゃ）に由来する。

## 歴史
- 1889年（明治22年）10月1日 - 宮地花池村、戸塚村が合併し、三輪村が発足。
- 1906年（明治39年）5月10日 - 苅安賀村、妙興寺村、高井村、日光村の一部、稲保村の一部と合併し苅安賀村発足。同日三輪村は廃止。

## 神社・仏閣
- 大神神社